# سد فوکاشیرو
سد فوکاشیرو یک سد وزنی بتنی در مسیر رودخانه ساگامیگاوا است که در ۱۱ کیلومتر (۷ مایل) شمال اوتسوکی در استان یاماناشی ژاپن قرار دارد. هدف از احداث این سد مهار سیلاب و تأمین آب است. طرح‌های این سد در سال ۱۹۷۸ ترسیم شد و ساخت تونل‌های انحرافی در سال ۱۹۹۶ آغاز شد. این سد در سال ۲۰۰۱ به ارتفاع طراحی خود رسید و در سال ۲۰۰۳، مخزن شروع به پر شدن کرد. تا سال ۲۰۰۴، کل اجزای سد برای بهره‌برداری تکمیل شد که ۸۷ متر (۲۸۵ فوت) بلندا دارد و تاج آن ۱۶۴ متر (۵۳۸ فوت) است. ظرفیت تخلیه سرریز اصلی سد از پنج دهانه از نوع سرریز آزاد، با ۷۹۰ متر مکعب بر ثانیه (۲۷٬۸۹۹ فوت مکعب بر ثانیه) تشکیل شده‌است. برای مواقع نیاز به تخلیه اضافی، دو دهانه دیگر نیز در دهانه سد و دو دهانه جریان جتی هم به عنوان دریچه خروجی وجود دارد.